# Klaus Grünberg
Pour les articles homonymes, voir Grünberg.
Klaus Grünberg, né le 20 novembre 1941 à Wismar, est un comédien allemand.

## Biographie et carrière
Jusqu'à sa quinzième année, Grünberg grandit à Wismar en Allemagne de l'Est avant de déménager à Lübeck. Il entame sa carrière d'acteur à Berlin. Après des participations dans des pièces aux théâtres de Cobourg et Cassel, il est engagé pour divers rôles dans des films télévisés. En 1969, il se fait connaître au niveau international avec son rôle de junkie aux côtés de Mimsy Farmer dans le film More de Barbet Schroeder.
Il participe à plusieurs séries policières dont Tatort, Inspecteur Derrick  et Alerte Cobra. En 1988, il joue le rôle de Zacharias dans La Grande Évasion 2. En 2002, il reçoit un Léopard d'or à Locarno pour le film Das Verlangen de Iain Dilthey, où il interprète un pasteur.
Il vit à Munich.

## Filmographie partielle

### Cinéma
- 1969 : More de Barbet Schroeder : Stephan Brückner
- 1972 : Le Grand Duel (Il grande duello) de Giancarlo Santi : Adam Saxon
- 1990 : Feu, glace et dynamite de Willy Bogner junior : Un  directeur
- 1990 :  Martha et moi de Jiří Weiss : Berthold
- 2002 :  Das Verlangen de Iain Dilthey : Johannes

### Télévision
- 1973 : La nuit des lilas de Jérôme Habans : Ludwig
- 1975 : Tatort : Vodka Bitter-Lemon : Nino
- 1979 : Le roi qui vient du sud de Claude Brulé (mini-série) : Rosny
- 1987 : Les rescapés de Sobibor de Jack Gold : Le sergent Erich Bauer
- 1988 : La Grande Évasion 2 (The Great Escape II: The Untold Story) de Paul Wendkos et Jud Taylor (téléfilm): Zacharias
- 1992: Derrick : Vengeance (Tage des Zorns) : Alfred Heckel
- 1995: Peter Strohm: Skarabaüs
- 2002: Alerte Cobra: Ehrensache : Harald Ringsdorf